# Gabriel de Bourbon-Siciles
Gabriel de Bourbon, né le 11 janvier 1897 à Cannes et mort le 22 octobre 1975 à Itu (Brésil), portait le titre de courtoisie de prince des Deux-Siciles et était fils d'Alphonse de Bourbon-Siciles (1841-1934) et de Marie-Antoinette de Bourbon-Siciles (1851-1938).

## Mariage et enfants
Le 25 août 1927, il épouse Malgorzata Izabella Czartoryska (1902-1929) avec qui il a un fils, qui porte le titre de courtoisie de prince des Deux-Siciles :
- Antoine Marie Joseph Alphonse Adam et omnes sancti de Bourbon, prince des Deux-Siciles, né le 20 janvier 1929, Cannes et mort le 11 novembre 2019, Zurich. Marié le 18 juillet 1958, Altshausen avec Élisabeth de Wurtemberg, née le 2 février 1933, Stuttgart, morte à Bristol, Grande-Bretagne, le 22 janvier 2022[1], fille de Philippe-Albert de Wurtemberg (1893-1975) et de Rose de Habsbourg-Toscane (1906-1983) :
  - François Philippe Maria Joseph Gabriel de Bourbon, prince des Deux-Siciles, né le 20 juin 1960, Ravensbourg.
  - Maria Carolina Johanna Rosa Cecilia de Bourbon, princesse des Deux-Siciles, née le 18 juillet 1962, Friedrichshafen.
  - Gennaro Maria Pio Casimir de Bourbon, prince des Deux-Siciles, né le 27 janvier 1966, Ravensbourg.
  - Maria Annunziata Urraca Margarita Elisabeth de Bourbon, prince des Deux-Siciles, née en 1973, Friedrichshafen.

Lorsque sa femme décéda en 1929, il se remaria avec Cecylia Lubomirska (1907-2001), le 15 septembre 1932. Ils eurent quatre enfants, qui reçurent le titre de courtoisie de prince ou princesse des Deux-Siciles :
- Jean Marie Casimir de Bourbon, prince des Deux-Siciles, né le 30 juin 1933, Varsovie et mort le 25 décembre 2000, Madrid.
- Maria Margarita Therese Antoinette Alfonsine Casimira de Bourbon, princesse des Deux-Siciles, née le 16 novembre 1934, Varsovie et décédée le 15 janvier 2014, Madrid.
- Marie-Immaculta de Bourbon, princesse des Deux-Siciles, née le 25 juin 1937, Varsovie et décédée le 14 mai 2020 à Palma de Majorque.
- Casimir Maria Alfons Gabriel de Bourbon, prince des Deux-Siciles, né le 8 novembre 1938, Varsovie. Marié le 29 janvier 1967, Rio de Janeiro avec Maria Cristina Giusta Elena Giovanna de Savoie-Aoste, née le 12 septembre 1933 au château de Miramare, à Trieste en Italie et morte le 18 novembre 2023 à São Paulo au Brésil[2], fille d'Amédée II de Savoie-Aoste, duc d'Aoste (1898-1942) et d'Anne d'Orléans (1906-1986) :
  - Luís Alfonso de Bourbon, prince des Deux-Siciles, né le 28 novembre 1970, Rio de Janeiro.
  - Anna Cecilia de Bourbon, princesse des Deux-Siciles, née le 24 décembre 1971, São Paulo.
  - Elena Sofia de Bourbon, princesse des Deux-Siciles, née le 9 septembre 1973, São Paulo.
  - Alexander Henrique de Bourbon, prince des Deux-Siciles, né le 9 août 1974, São Paulo.

## Titulature et décorations

### Titulature
- 11 janvier 1897 — 19 août 1920 : Son Altesse Royale Gabriel de Bourbon, prince des Deux-Siciles
- 19 août 1920 — 22 octobre 1975 : Son Altesse Royale Gabriel de Bourbon, prince des Deux-Siciles (et prince de Borbón, par décret de naturalisation et de titulature promulgué par le roi Alphonse XIII, le 19 août 1920)[3],[4].

### Décorations dynastiques
Royaume des Deux-Siciles
| Ordre de Saint-Janvier                                  | Chevalier de l'illustre ordre royal de Saint-Janvier                                       |
| Ordre sacré et militaire constantinien de Saint-Georges | Bailli Grand-croix de justice de l'ordre sacré et militaire constantinien de Saint-Georges |

 Royaume d'Espagne
| Ordre de la Toison d'or | Chevalier de l'ordre de la Toison d'or (8 octobre 1920) |
| Ordre de Charles III    | Grand-croix de l'ordre de Charles III                   |
| Ordre d'Alcántara       | Chevalier de l'ordre d'Alcántara                        |

 Ordre souverain de Malte
| Ordre souverain militaire hospitalier de Saint-Jean de Jérusalem, de Rhodes et de Malte | Chevalier d'honneur et de dévotion de l'ordre souverain de Malte |